# Корбут, Виктор Андреевич
Виктор Андреевич Корбут (бел. Віктар Андрэевіч Корбут; род. 21 сентября 1981, Минск) — белорусский журналист, краевед и экскурсовод. Член Белорусского союза журналистов (с 2007), Белорусского республиканского общественного объединения коллекционеров (с 2016), Международной ассоциации белорусистов (с 2016).

## Биография
В 1998 году окончил Национальный государственный гуманитарный лицей имени Якуба Коласа (1998), в 2003 году Белорусский государственный университет культуры по специальности «Музейное дело и охрана памятников истории и культуры (музееведение)». В 1998—2001 годах корреспондент газеты «Наша ніва». В 1999—2000 годах издавал газету «Радавая Беларусь». В 2001—2002 годах корреспондент Радио «Рацыя». В 2002—2007, 2010–2016 годах специальный корреспондент газеты «Советская Белоруссия». В 2005 году член редколлегии альманаха Druvis. В 2007—2009 годах обозреватель газеты «Туризм и отдых», в 2009—2010 — обозреватель и редактор отдела культуры «Народной газеты». Сотрудничает также с газетами The Minsk Times, «Голас Радзімы», «Литовский курьер», «Российская газета», журналом «Беларусь. Belarus». С 2016 года докторант Варшавского университета. Исследует белорусскую издательскую и культурно-просветительскую деятельность в Вильне в 1906-1919 годах.

## Деятельность
Публикуется с 1998 года. Автор материалов посвящённых истории Белоруссии, Литвы, Польши, проблемам развития туризма, сохранения историко-культурного наследия. Периодически печатается в журналах «Беларуская думка», «Студэнцкая думка», «Спадчына», «Дзеяслоў», «Дело», «Pro отдых», Arche, Where Minsk.
Исследует и популяризирует прошлое Минска и Вильнюса. Среди научных интересов проблемы этногенеза белорусов, история белорусской государственности XX века, белорусско-литовские отношения.
Автор книг «Минск. Лучший вид на этот город» (2013), «Ад Мінска да Вільні. Гісторыя Беларусі ў журналісцкіх нататках» (2016), комплекта открыток «Vilnius — Вільня. Сталіца Літвы ў гісторыі Беларусі» (2015). Составляет путеводитель по местам Вильнюса, связанным с белорусской историей и культурой.
Автор экскурсионных маршрутов «Мінск. Найлепшы від на гэты горад. 10 стагоддзяў за 3 гадзіны», «Vilnius — Вільня. Сталіца Літвы ў гісторыі Беларусі».
Составитель первой книги писательницы Югаси Коляды «Галоўная памылка Афанасія» (2005).

## Награды и звания
- Почётный диплом Польского института в Минске (2004) за добросовестность и универсальную величину публицистики в области культуры
- Победитель IX Республиканского туристского конкурса «Познай Беларусь» (2011)
- Победитель VІІІ Национального конкурса печатных средств массовой информации «Золотая литера» (2012) в номинации «Лучшие материалы культурной и историко-краеведческой тематики»[8]
- Лауреат премии Белорусского союза журналистов (2013) за лучшую журналистскую работу в информационных и аналитических жанрах
- Лауреат премии Белорусского союза журналистов (2015) за лучшую работу в художественно-публицистических жанрах[9].